# Julius von Zenetti

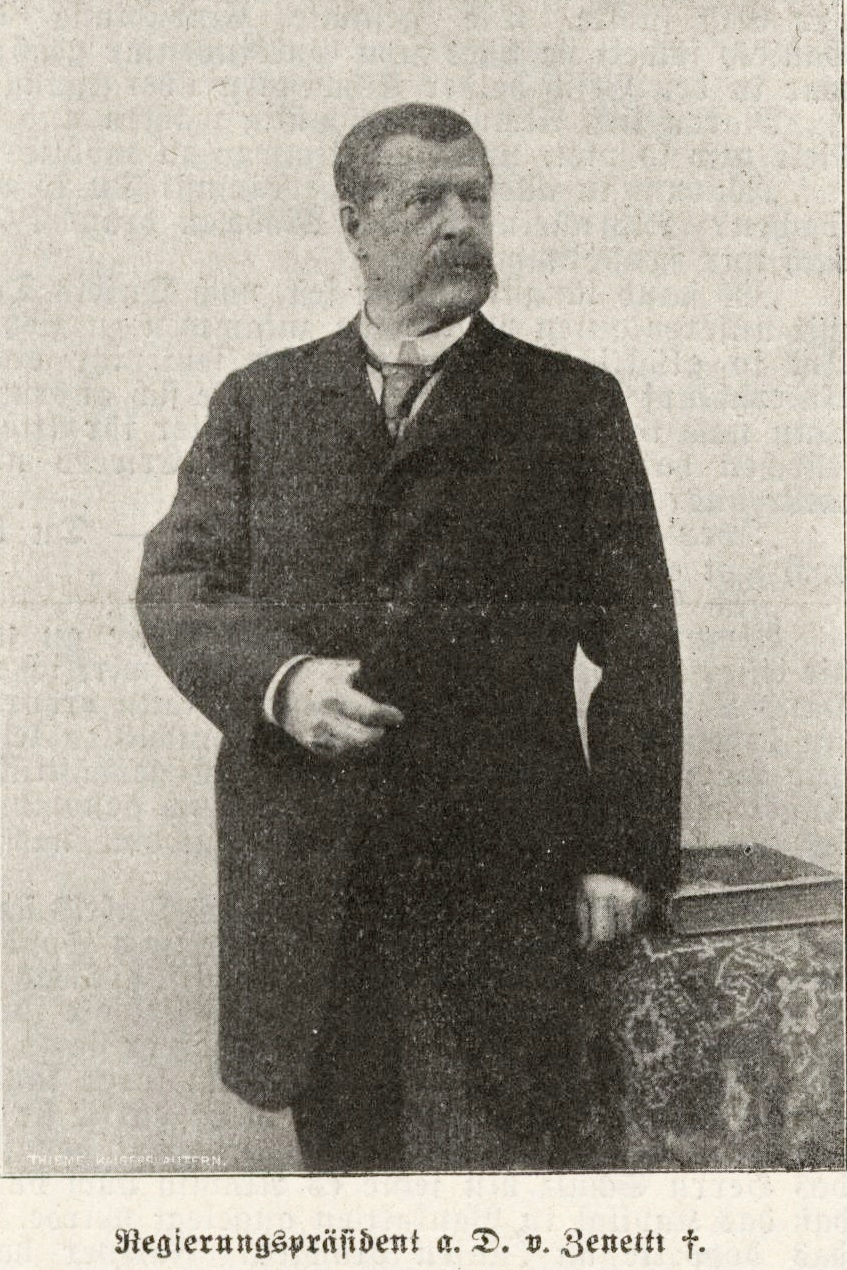
Regierungspräsident Julius von Zenetti

Julius Zenetti, seit 1881 Ritter von Zenetti, (* 9. Dezember 1822 in Speyer; † 23. Juni 1905 in München) war ein hoher bayerischer Verwaltungsbeamter auf diversen Stellen, u. a. von 1890 bis 1897 als Regierungspräsident von Mittelfranken in Ansbach.

## Leben
Julius Zenetti wurde als Sohn des Regierungsbeamten, später Ministerialrat und Regierungspräsident der Pfalz, Johann Baptist von Zenetti und seiner Ehefrau Josepha von Mieg, in Speyer geboren. Er siedelte mit der Familie früh nach München über, da der Vater als Beamter dorthin versetzt wurde. Nach Schule und Studium schlug Zenetti die Laufbahn eines Verwaltungsbeamten ein. Seine erste Anstellung fand er als Landkommissariatsaktuar in seiner pfälzischen Geburtsregion. Als höherer Verwaltungsbeamter amtierte er von 1855 bis 1858 in Frankenthal (Pfalz). In jenem Jahr avancierte er zum Landkommissar bzw. Bezirksamtmann des Kreises Neustadt an der Weinstraße. 1873 zum Regierungsrat ernannt, wechselte Julius Zenetti 1878 ins Bayerische Innenministerium, wo er die Charge eines Ministerialrates bekleidete. 1890 erfolgte seine Ernennung zum Regierungspräsidenten von Mittelfranken in Ansbach. Der Pfälzer ging 1897 in Pension und verzog nach München, wo er acht Jahre später starb.
Im Krieg 1870/71 hatte er sich im Pfälzischen Grenz- und Aufmarschgebiet besondere Verdienste um die Pflege Verwundeter erworben und dafür das Verdienstkreuz für die Jahre 1870/71 erhalten. Als Regierungspräsident erhielt Zenetti 1881 das Ritterkreuz des Verdienstordens der Bayerischen Krone. Mit der Verleihung war die Erhebung in den persönlichen Adelsstand verbunden und er durfte sich nach der Eintragung in die Adelsmatrikel „Ritter von Zenetti“ nennen. 1896 wurde ihm das Komturkreuz dieses Ordens verliehen. Bei der 2. Bayerischen Landesausstellung in Nürnberg 1896, um die er sich sehr bemüht hatte, begrüßte Zenetti in seiner Eigenschaft als Regierungspräsident Kaiser Wilhelm II.
Zenetti verfasste auch juristische Fachbücher, u. a. 1876 einen Kommentar zur Bayerischen Wehrordnung, der 1889 eine Neuauflage erlebte. Ebenso schrieb er ein solches Werk über die Reichs-Gesetzgebung zur „Quartierleistung für die bewaffnete Macht“, 1880. Als Regierungspräsident trat er am 13. Februar 1891 dem renommierten Pegnesischen Blumenorden in Nürnberg bei.
In der Pfälzischen Presse Kaiserslautern erschien seinerzeit ein Nachruf auf Julius von Zenetti, in dem es abschließend heißt: Neben seiner beruflichen Tüchtigkeit als hervorragender Verwaltungsbeamter werden ihm Herzensgüte und persönliche Liebenswürdigkeit im Verkehr nachgerühmt, die ihn in der Gesellschaft und bei seinen Untergebenen allseitig beliebt machte.
Seit 1843 war er Mitglied des Corps Suevia München.
Julius Zenetti starb 1905 im Alter von 82 Jahren in München.

## Familie
Julius von Zenetti war verheiratet mit Maria Reber aus Neustadt an der Weinstraße, mit der er zwei Söhne hatte. Johannes Zenetti von Beruf praktischer Arzt (Dr. Med.) in München und Arnold Zenetti von Beruf Rechtsanwalt beim Reichsgericht in Leipzig.
Auch Julius von Zenettis Brüder erreichten einen größeren Bekanntheitsgrad:
- Wilhelm Zenetti als Benediktinerabt von Kloster Andechs und St. Bonifaz in München
- Arnold Zenetti als Architekt und Stadtbaumeister in München.

## Grabstätte

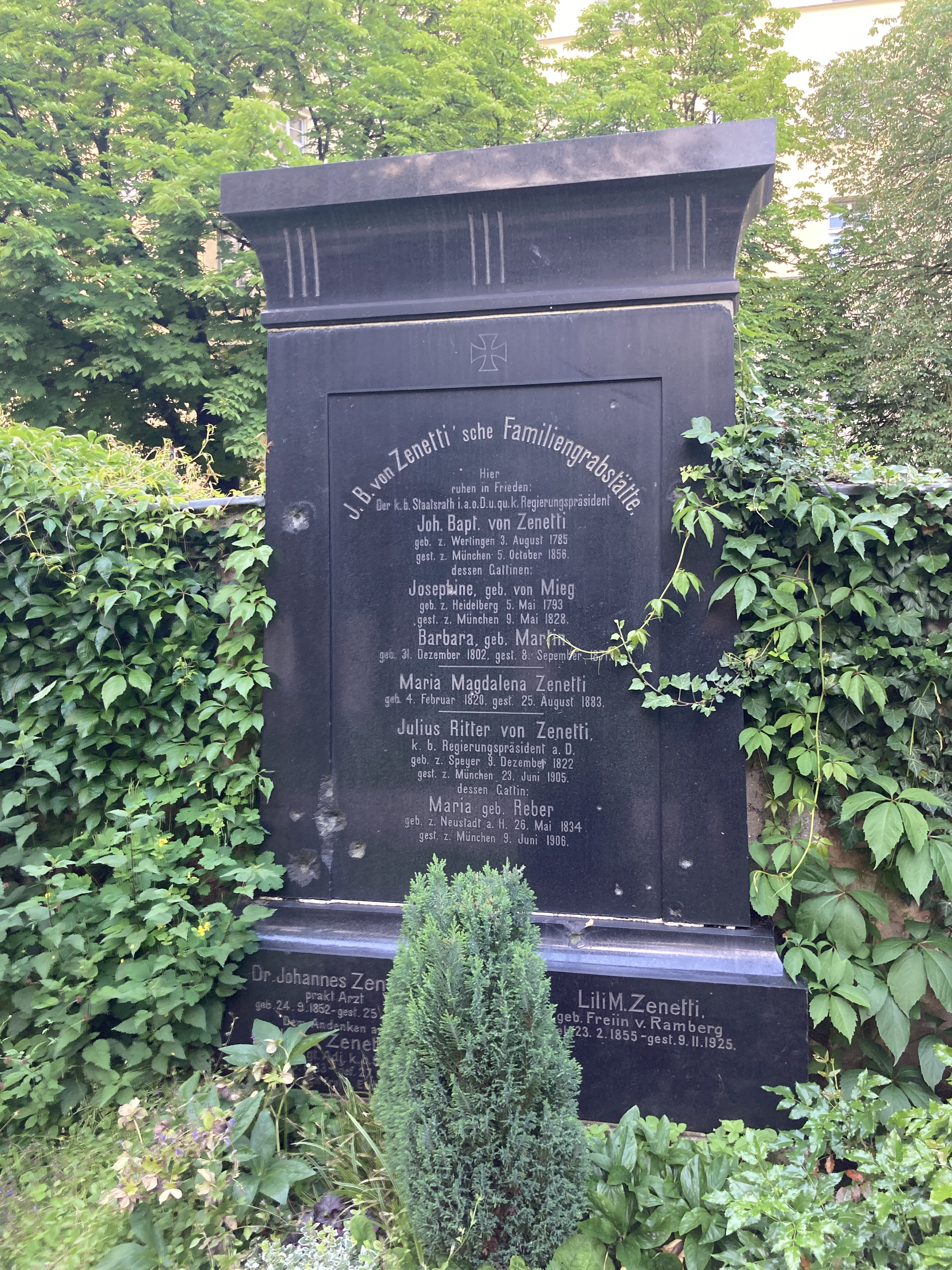
Grab von Julius Zenetti auf dem Alten Südlichen Friedhof in München

Die Grabstätte von Julius Zenetti befindet sich auf dem Alten Südlichen Friedhof in München (Mauer Rechts Platz 206/207 bei Gräberfeld 10) Standort. In dem Grab liegen auch Julius Zenettis Eltern Johann und Josefine Zenetti, seine Frau Maria geborene Reber (* 26. Mai 1834 in Neustadt a. H.; † 9. Juni 1906 in München) und sein Sohn Johannes Zenetti (24. September 1852; † 25. Januar 1913; Dr. med. Arzt).